# 開南丸

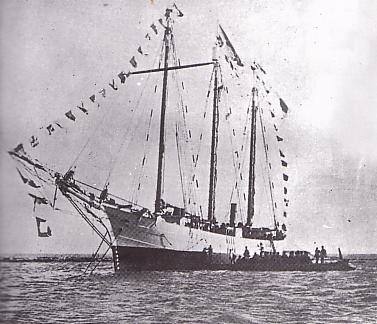
開南丸

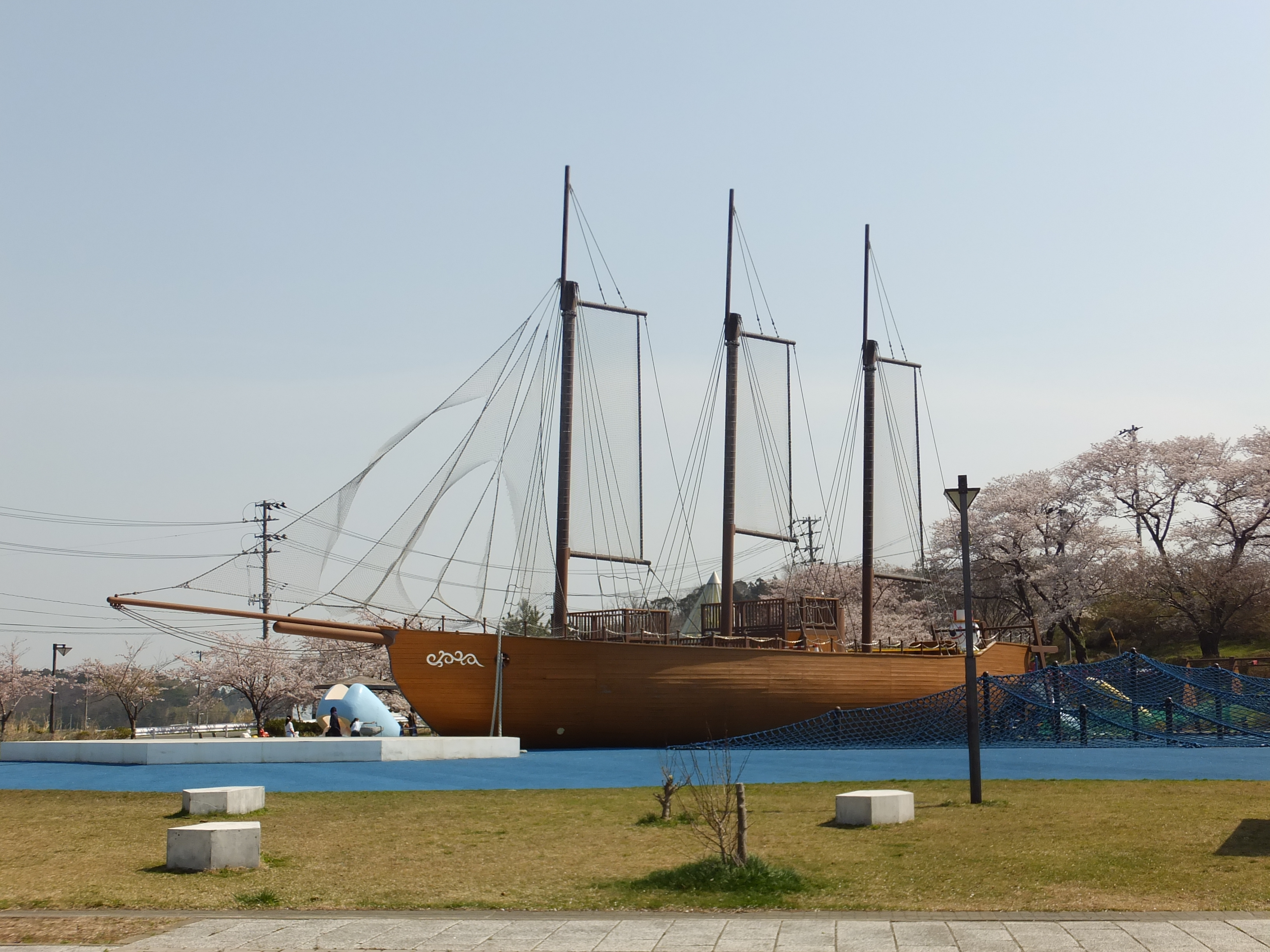
秋田県にかほ市にある白瀬南極探検隊記念館にある開南丸の実物大レプリカ

開南丸（かいなんまる）は、白瀬矗の南極探検に使用された船。命名は、東郷平八郎による。船首旗の図案は三宅雪嶺の考案。

## 要目
- 総トン数：204トン[2]
- 長さ：100フィート（33.48m）[3]
- 船幅（肋骨外側）：25.9フィート（7.85m）[3]
- 深さ：12.9フィート（3.89m）[2]
- 機関出力：18馬力（125ccクラスのバイクのエンジンと同等）[3]

## 船歴
元は郡司成忠の第二報效義会の漁獲物運搬船「第二報效丸（だいにほうこうまる）」である。「第二報效丸」は1910年3月に大湊の市川造船所で竣工した木製、199トンで3本マストの帆船であった。白瀬は郡司に頼み込んでこの船を譲り受け、後援会が船代などとして2万5000円を支払った。それから石川島造船所で補強工事が行われ、蒸気機関も搭載された。1910年（明治43年）11月21日、船は東郷平八郎元帥により「開南丸」と命名された。
1910年11月29日 - 芝浦を出港し、南極へ向かう。
航海中に一時日本からは消息不明となり、南極探検隊後援会長の大隈重信が川面凡児に相談したとする説がある。
- 1912年（明治45年）
  - 1月16日 - 1年以上の航海の末、南極ロス海クジラ湾に到着[4]。白瀬隊長率いる探検隊は1月20日に南極点に向け出発し、28日午後0時20分に、南緯80度05分、西経156度37分に到達した[4]。この地点は探検隊により大和雪原と命名される。
  - 6月20日 - 全員無事に芝浦港に帰港した[7]。
- 1913年（大正2年）
  - 10月9日 - 東京へ向けての航海中、三重県の菅島灯台の3マイル沖で暗礁に乗り上げて沈没。乗組員は救助された[8][9]。

## 航路
- 南極圈航海概要